# La Corralissa
La Corralissa, sovint escrit la Corralisa (en castellà i oficialment, La Corraliza) és un mas abandonat i en ruïnes del terme municipal de Lludient, a la comarca de l'Alt Millars. Situat a tocar de la caseria de l'Hostal i no gaire lluny de la Casa Blanca, domina el vessant occidental del barranc de Matamoros i el meridional del barranc de l'Hostal. Com el seu topònim indica, la funció primigènia d'aquest nucli degué ser la de guardar el bestiar, concretament el dels veïns de l'Hostal. L'any 1934 comptava amb 3 famílies, que representaven 12 habitants.